# Amblyphymus
Amblyphymus is een geslacht van rechtvleugeligen uit de familie veldsprinkhanen (Acrididae). De wetenschappelijke naam van dit geslacht is voor het eerst geldig gepubliceerd in 1922 door Uvarov.

## Soorten
Het geslacht Amblyphymus omvat de volgende soorten:
- Amblyphymus adspersus Bolívar, 1890
- Amblyphymus matopo Dirsh, 1956
- Amblyphymus miniatus Uvarov, 1922
- Amblyphymus roseus Uvarov, 1922
- Amblyphymus rubidus Brown, 1959
- Amblyphymus rubripes Dirsh, 1956
- Amblyphymus transvaalicus Dirsh, 1956